# Hosszúfarkú remetekolibri
A hosszúfarkú remetekolibri (Phaethornis superciliosus) a madarak osztályának sarlósfecske-alakúak (Apodiformes)  rendjébe és a kolibrifélék (Trochilidae) családjába tartozó faj.

## Rendszerezése
A fajt Carl von Linné svéd természettudós írta le 1766-ban, a Trochilus nembe Trochilus superciliosus néven.

## Alfajai
- Phaethornis superciliosus muelleri Hellmayr, 1911
- Phaethornis superciliosus superciliosus (Linnaeus, 1766)[2]

## Előfordulása
Dél-Amerikában, Brazília, Francia Guyana, Guyana, Kolumbia, Suriname és Venezuela területén honos.
Természetes élőhelyei a szubtrópusi vagy trópusi síkvidéki és hegyi esőerdők, lombhullató erdők. Állandó, nem vonuló faj.

## Megjelenése
Testhossza 15 centiméter, testtömege 4-6 gramm.

## Életmódja
Nektárral és ízeltlábúakkal táplálkozik.

## Természetvédelmi helyzete
Az elterjedési területe rendkívül nagy, egyedszáma ugyan csökken, de még nem éri el a kritikus szintet. A Természetvédelmi Világszövetség Vörös listáján nem fenyegetett fajként szerepel.